# Кнежевич, Бруно
Бруно Кнежевич (хорв. Bruno Knežević; 12 марта 1915, Триль, Сплитско-Далматинская жупания — 26 марта 1982, Загреб) —  хорватский футболист и тренер. С 1968 по 1971 года был президентом Хорватского футбольного союза.

## Карьера футболиста
Играл в ряде Югославских клубовː «Бокель», «ОФК», «ХАШК» «Динамо» (Загреб). Вместе с «ОФК» в сезонах 1934/35 и 1935/36 становился чемпионом Югославии.
Единственный матч за национальную сборную Югославии для Кнежевича был квалификационным на Чемпионат мира 1938 против сборной Польши 3 апреля 1938 года.

## Карьера тренера
В 1956 году вместе с Лео Лемешич и Франьо Вёлфл руководил национальной сборной Хорватии в товарищеском матче против сборной Индонезии.